# How Were We to Know
How Were We to Know é o quinto álbum de estúdio da cantora britânica Emeli Sandé. Foi lançado pela gravadora Chrysalis Records em 17 de novembro de 2023.

## Recepção crítica
| Críticas profissionais | Críticas profissionais |
| Avaliações da crítica  | Avaliações da crítica  |
| Fonte                  | Avaliação              |
| ---------------------- | ---------------------- |

Fiona Shepherd da  página The Scotsman, observou que How Were We to Know "apresenta reflexões mais gerais sobre a natureza do amor e do desgosto, entregues com sua sabedoria lírica armoniosa, todas vagas o suficiente para serem aplicadas universalmente."  Ed Power do site "/" observou que "há momentos neste álbum em que ele se sente pronta para enfrentar o mundo. Mas emoções épicas exigem músicas épicas. How Were We to Know perde sua chance e muitas vezes se contenta com baladas poderosas que sugam energia."

## Lista de faixas
| N.º            | Título                    | Producer(s)    | Duração |  |
| 1.             | "All This Love"           |                |         |  |
| 2.             | "My Boy Likes to Party"   |                |         |  |
| 3.             | "Lighthouse"              |                |         |  |
| 4.             | "How Were We to Know"     |                |         |  |
| 5.             | "Too Much"                |                |         |  |
| 6.             | "Nothing We Can't Handle" |                |         |  |
| 7.             | "Like I Loved You"        |                |         |  |
| 8.             | "There for You"           |                |         |  |
| 9.             | "True Colours"            |                |         |  |
| 10.            | "End of Time"             |                |         |  |
| 11.            | "Love"                    |                |         |  |
| Duração total: | Duração total:            | Duração total: | 41:19   |  |

## Paradas Musicais
| Gráfico (2023) | Pico <br> posição |
| -------------- | ----------------- |
| 19             |                   |
| 84             |                   |
| 49             |                   |
| 3              |                   |

## Histórico de lançamento
| Região | Data                   | Formato(s) | Etiqueta(s) | Ref.  |
| ------ | ---------------------- | ---------- | ----------- | ----- |
| Vários | 17 de novembro de 2023 |            | Crisálida   | [ 4 ] |